# Bohdan Nowak

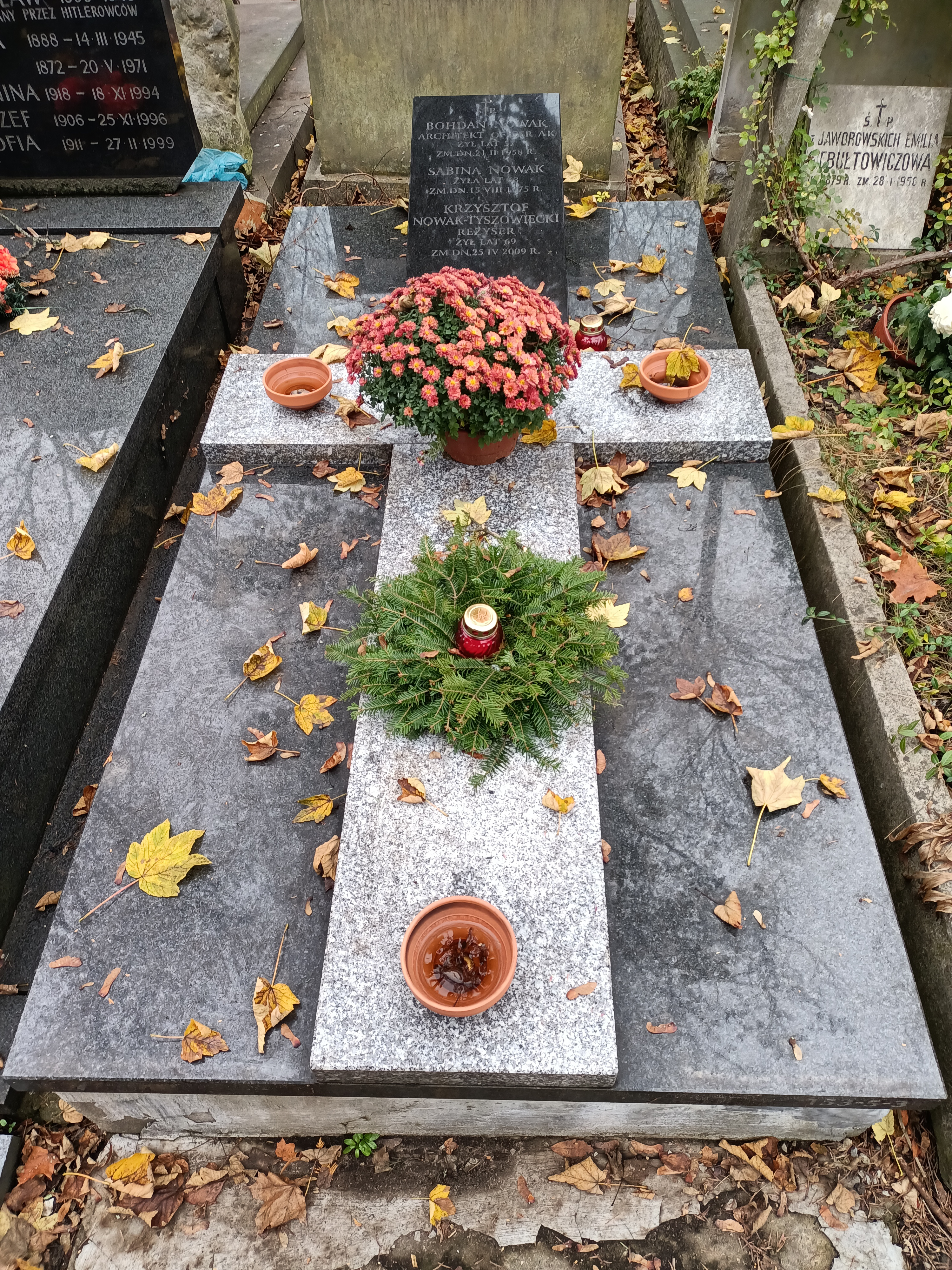
Grób rodzinny Bohdana Nowaka na warszawskich Starych Powązkach

Bohdan Antoni Nowak lub Bohdan Nowak-Koliński, ps. „Wak” (ur. 1900 w Radomsku, zm. 21 lutego 1958) – polski architekt, grafik, przedsiębiorca oraz powstaniec warszawski.

## Życiorys
Studiował na Wydziale Architektury Politechniki Warszawskiej. Dyplom inżyniera architekta otrzymał w 1928. Niedługo potem razem z kolegą ze studiów, Henrykiem Stankiewiczem, otworzył w Warszawie biuro architektoniczne. W 1935 obaj założyli także przedsiębiorstwo Oro-Conco (sp. z o.o.) składające się z Biura Izolacji Inżynieryjnej oraz Wytwórni Izolacji. Ponadto zajmował się grafiką zarówno warsztatową, jak i użytkową
Należał do Stowarzyszenia Architektów Rzeczypospolitej Polskiej (SARP). Był członkiem Oddziału Warszawskiego.
Od początku okupacji niemieckiej Polski przyłączył się do konspiracyjnego ruchu oporu. Był podporucznikiem rezerwy Wojska Polskiego. Wstąpił do Polskiej Organizacji Zbrojnej, zostając żołnierzem Batalionu „Łukasiński”, który w 1941 stał się jednostką Armii Krajowej. Podczas powstania warszawskiego przyjął pseudonim „Wak”. Jego oddział walczył na Starym Mieście w Zgrupowaniu „Kuba”-„Sosna”, należącym do Grupy „Północ”. Po kapitulacji powstania opuścił miasto razem z ludnością cywilną.
Po II wojnie światowej powrócił do Warszawy. Kontynuował pracę architekta i grafika.
Zmarł przedwcześnie w 1958. Po śmierci spoczął na cmentarzu Stare Powązki w Warszawie (kwatera 153, rząd 5, grób 3).

## Życie prywatne
Był żonaty z Sabiną. Miał syna – Krzysztofa Nowaka-Tyszowieckiego (1940–2009), reżysera i scenarzystę filmowego.

## Dokonania
- Pawilon papierniczy na Powszechnej Wystawie Krajowej w Poznaniu (1929) – współautor: Henryk Stankiewicz

### Konkursy
- Projekt szkicowy gmachu dla dowództwa Marynarki Wojennej w Warszawie (1933) – współautorzy: Stanisław Fiszer, Mieczysław Krąkowski, Zdzisław Henryk Szulc i Bruno Zborowski (IV nagroda równorzędna)
- Projekt rozplanowania osiedla mieszkaniowego na 10000 mieszkańców na Paluchu, ówcześnie pod Warszawą (1935) – współautorzy: Józef Łowiński i Stefan Moldzyński (IV nagroda)

### Grafika
- Teka Vox Mortuum (12 grafik), wyd. Roto-Sadag, Genewa 1932

### Publikacje
- A Pan Rak... jedzie wspak, wyd. Wydawnictwo „Sport i Turystyka”, Warszawa 1958 – tekst i ilustracje[4]